# Airbus Helicopters H135

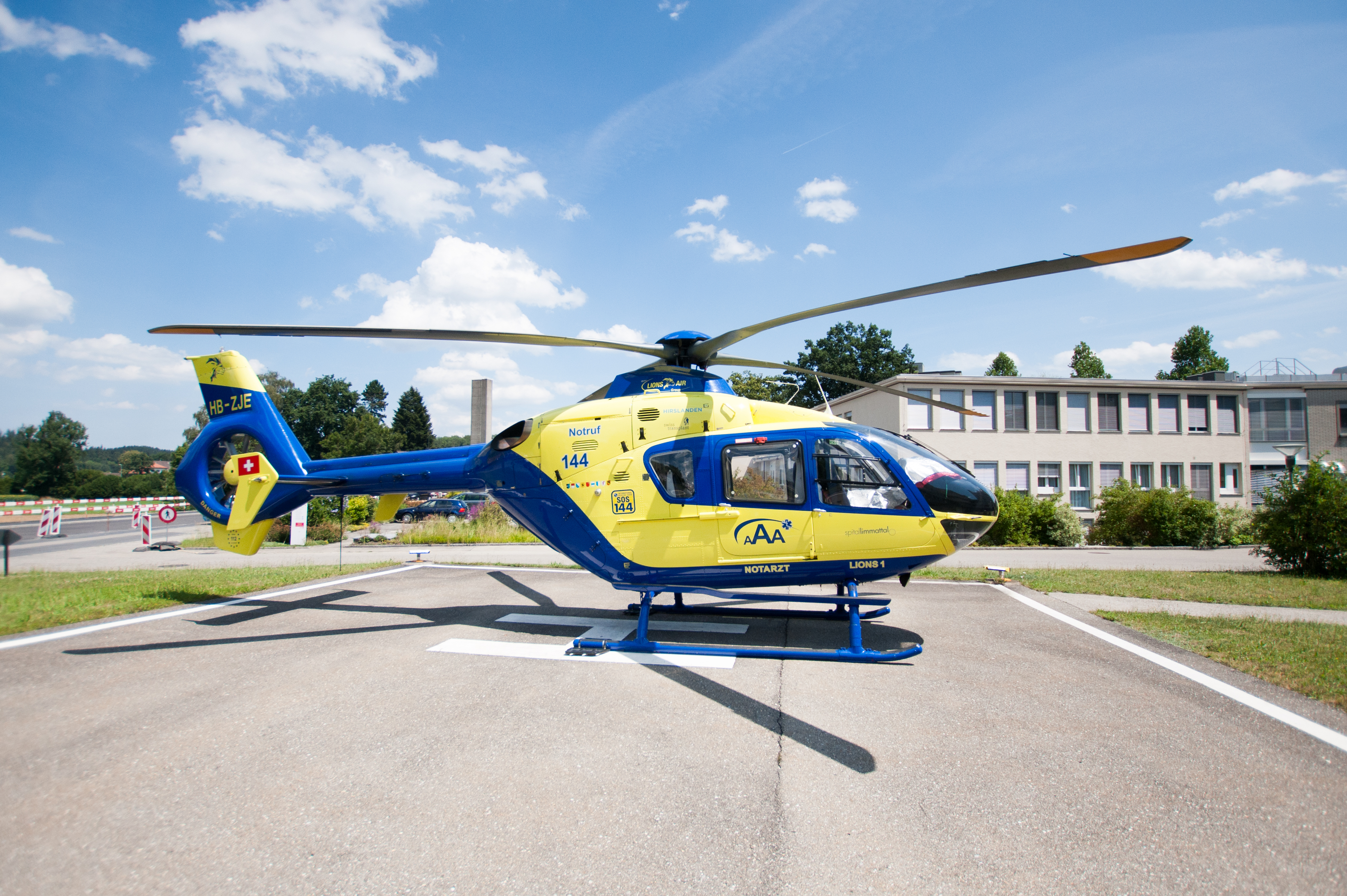
EC135 – HB ZJE der AAA Alpine Air Ambulance AG (Schweiz)

Der Airbus Helicopters H135 (bis 2014 Eurocopter EC135) ist ein leichter zweimotoriger Mehrzweckhubschrauber. Er wurde vom DASA-Konzern entwickelt, der später in Eurocopter Deutschland aufging (heute Airbus Helicopters).
Sein Einsatzgebiet liegt hauptsächlich in der Luftrettung und als Polizeihubschrauber oder bei vergleichbaren Aufgaben. Er wird zunehmend auch zur Ausbildung und Schulung von Piloten verwendet, beispielsweise in der Bundeswehr oder den japanischen Luftselbstverteidigungsstreitkräften.
Die militärische Ausführung ist unter der Bezeichnung H135M (ehemals EC635) erhältlich. Er ist ein bisher von der Schweiz, Jordanien und der Luftwaffe des Irak georderter leichter Kampf-, Transport-, Beobachtungs- und Schulungshubschrauber.
Der H135 ist einer der bevorzugten Hubschrauber in der Luftrettung; derzeit (2021) sind 650 der insgesamt über 1.400 gebauten Exemplare für den medizinischen Notfall ausgerüstet, was einen Marktanteil von weltweit 25 % ausmacht. Weitere Einsatzgebiete sind etwa Privat- und Businesstransporte, Strafverfolgungs- und Offshoreaktivitäten sowie militärisches Training. Insgesamt nutzen über 300 Kunden in 60 Ländern die Hubschrauber der H135-Familie für unterschiedliche Missionen, was ihre Gesamteinsatzzeit auf über 6 Millionen Flugstunden bringt.
Ein Joint-Venture aus Airbus Helicopters und einem chinesischen Partner begann im Frühjahr 2019 in Jimo mit der Endmontage von 100 H135 für den chinesischen Markt.

## Entwicklung

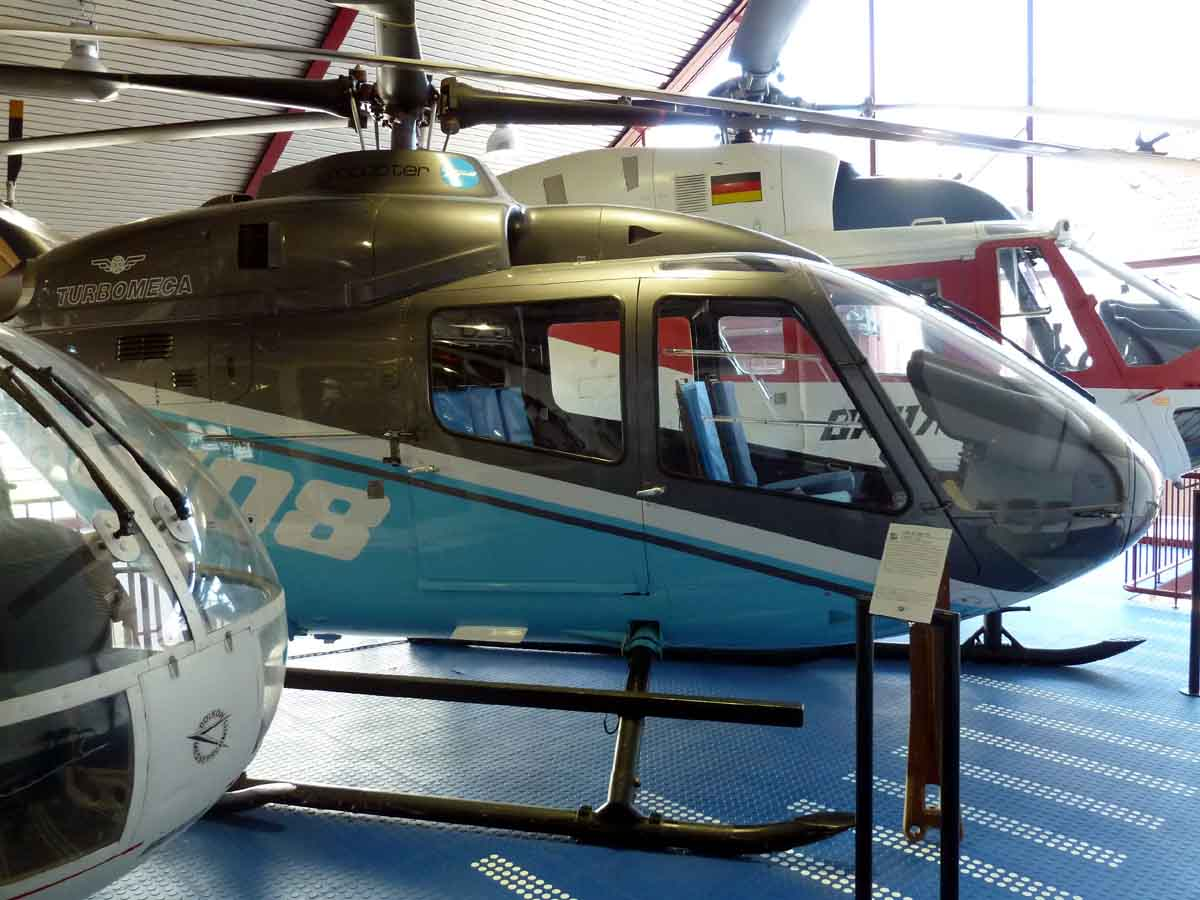
Einziger – von ursprünglich zwei Exemplaren – noch existierender Prototyp der EC135, die MBB Bo108 VT-002, im Hubschraubermuseum Bückeburg

Entwicklungsgeschichtlich stammt der EC135 vom Messerschmitt-Bölkow-Blohm Bo105 ab. Auf deren Basis wurde in den 1980er-Jahren das Modell Bo108 entwickelt, das ursprünglich nur als Demonstrationsmodell für neue Technologien dienen sollte. Hier kamen hauptsächlich die Fly-by-wire-Steuerung und ein neuer gelenk- und lagerloser Hauptrotor hinzu, der die störenden und materialermüdenden Vibrationen auf ein Minimum reduziert und dabei äußerst beweglich reagiert sowie verhältnismäßig leise ist. Die Gelenke konnten durch verwindungsfähige GFK-Blätter eingespart werden. Die Zelle des EC135 ist zum größten Teil aus CFK gefertigt.
MBB brachte den Prototyp Bo108 im Jahr 1989 in die DASA ein, deren Hubschrauberaktivitäten im Jahr 1992 in das neugegründete deutsch-französische Unternehmen Eurocopter übergingen. Inzwischen sah man für einen auf dem Bo108 basierenden Helikopter gute Marktchancen, sodass die alten Konstruktionspläne wieder aus den Schubladen geholt wurden. Der französische Teil von Eurocopter (ehem. Aérospatiale) steuerte den neuen Fenestron-Heckrotor bei, der nochmals eine deutliche Geräuschreduzierung und einen Sicherheitsgewinn versprach, da freistehende rotierende Teile entfielen.
Am 1. Februar 1994 hob der mit dem neuen Heckrotor ausgerüstete Bo108 A1 (VT-001 > S-01 > c/n 0001) als erster Hubschrauber der neuen Bauserie EC135 in Ottobrunn zu seinem Erstflug ab. Zwei Jahre später lief die Serienproduktion an. Der Hubschrauber ist mit 86 dB nur geringfügig lauter als der EC130.

## Einsatz

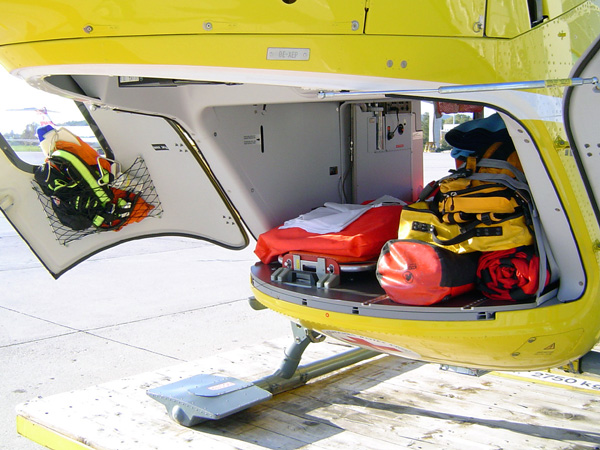
Geöffnete Heckklappe und Trage (links)

### Bei der Bundeswehr

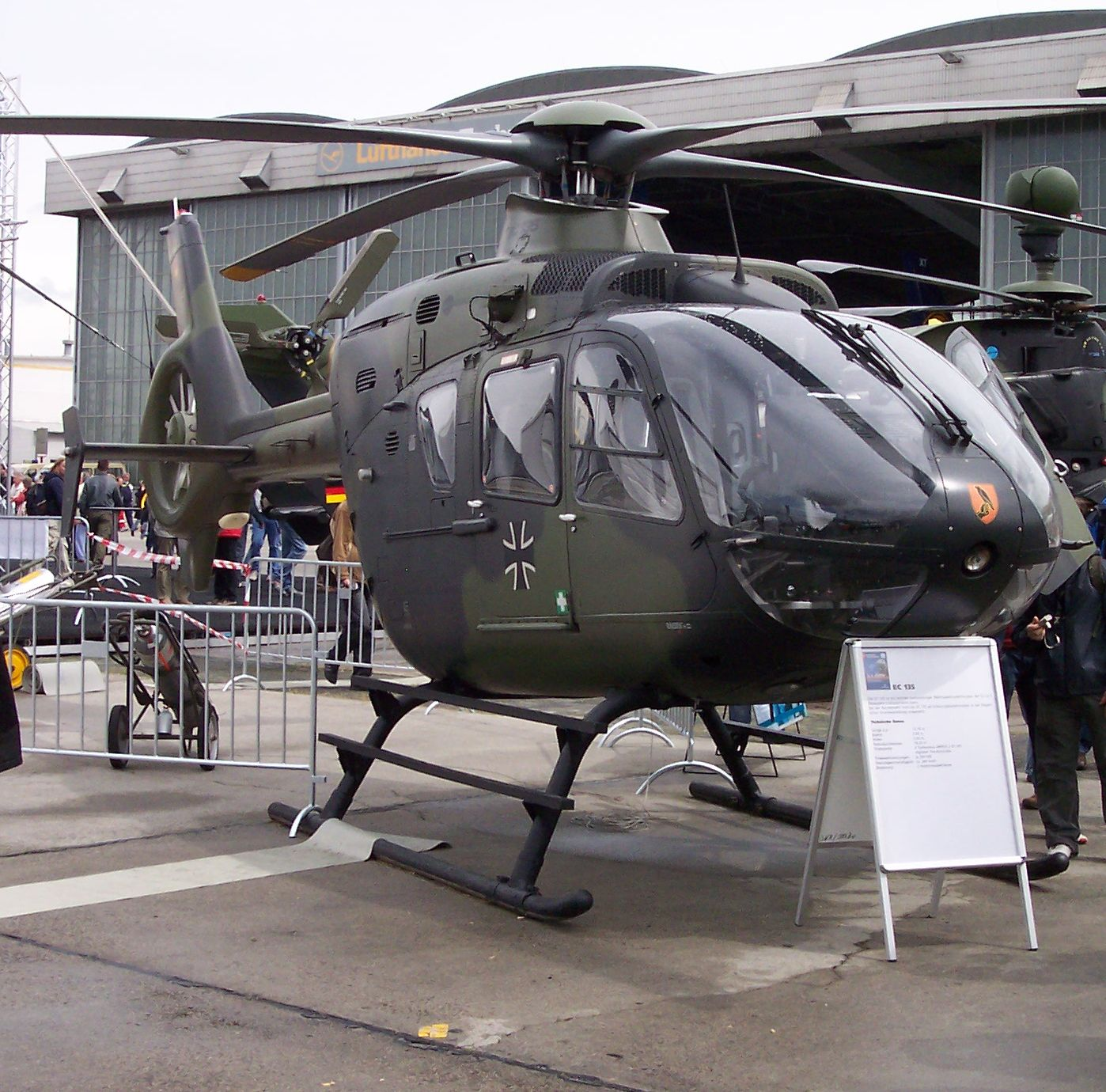
Schulungshubschrauber der Bundeswehr

Die Bundeswehr beschaffte zur Erstausbildung eine spezielle „hochbeinige“ Version des EC135 T1 mit hohem Kufenlandegestell, wie es auch bei den EC135 der Bundespolizei und den Zivilschutz-Hubschraubern (nicht bei den H135) des Bundesministerium des Innern verwendet wird. Die vorrangige Absicht hierbei war es, die Piloten auf einem Hubschraubertyp zu schulen, der wegen seines Cockpits geeignet ist, den späteren Umstieg auf die mit ähnlichen Cockpits ausgerüsteten Muster Eurocopter Tiger und NH90, aber auch der Sikorsky CH-53GA zu erleichtern. Auch weltweit wird der Hubschraubertyp zu diesem Zweck genutzt. Unter anderem setzen ihn Großbritannien, die Schweiz, Portugal und Australien für ihre Trainingsaktivitäten ein.
Als Ausbildungshubschrauber der Bundeswehr eignet sich der H135 nur bedingt, da er bereits erhöhte Ansprüche an den Piloten stellt. Die Nutzung der Autorotation zur Notlandung ist nur innerhalb enger Drehzahlgrenzen möglich. Das Rotorsystem wird bei der Autorotationslandung stark belastet, da mit zuletzt hoher Auftriebskraft hohe Konuswinkel erreicht werden. Die Flugschüler erlernen die Landung mit Autorotation daher im Simulator am Internationalen Hubschrauberausbildungszentrum in Bückeburg und üben den praktischen Anteil auf einer Bell 206 in einem zweiwöchigen Ausbildungsabschnitt in Celle.

### In der Luftrettung
In Deutschland hat der EC135 bzw. H135 in der Luftrettung die Bo105, MBB/Kawasaki BK 117 und andere Hubschraubertypen fast gänzlich ersetzt. Die Flotte der DRF Luftrettung und der ADAC-Luftrettung bestehen zum Großteil aus Maschinen der Typen EC135 bzw. H135. In Österreich wird durch den Christophorus Flugrettungsverein ausschließlich dieses Modell eingesetzt. Die polnische Luftrettung Lotnicze Pogotowie Ratunkowe (LPR) setzt diesen Hubschraubertyp seit 2009 ein. Auch in der Türkei wurde der Hubschraubertyp im Jahr 2013 zum bevorzugten Modell in der dortigen Luftrettung ausgewählt. Die erste vollausgestattete Luftrettungsambulanz für die Region Beijing (HEMS = helicopter emergency medical services) wurde am 9. Oktober 2014 in Donauwörth an die Tochtergesellschaft „Beijing 999“ des chinesischen Roten Kreuzes übergeben.

### Bei der NASA
Im September 2020 hat die NASA eine „HCare Infinite“-Lösung für volle Verfügbarkeit mit Airbus Helicopters unterzeichnet. HCare Infinite ist die umfassendste Form von Kundenbetreuung, die Airbus anbietet. Der Vertrag deckt den gesamten Unterstützungsbedarf, den die NASA-Flotte von drei Hubschraubern hat. Dadurch wird jeglicher Support- und Servicebedarf abgedeckt, sodass ein sicherer und reibungsloser Prozess gewährleistet ist. Die Hubschrauber werden für Sicherungseinsätze bei Raketenstarts, medizinische Notdienste und den Transport von qualifiziertem Personal zum Einsatz kommen.

## Modelle

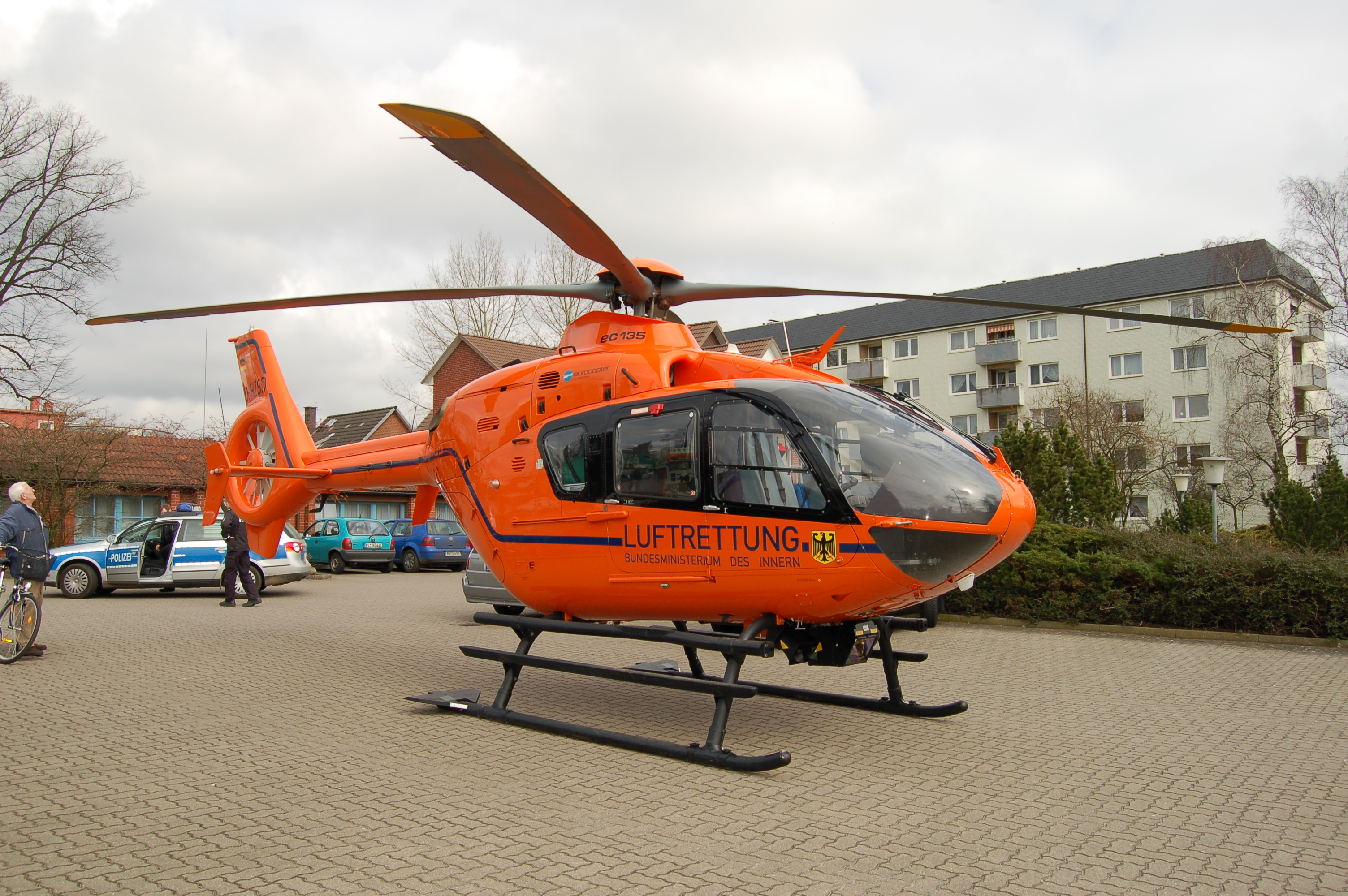
EC 135 T2+

Der Buchstabe T steht für das Turboméca-Arrius-Triebwerk; das P für die Pratt & Whitney Canada PW206-Gasturbine. Die weiteren Zeichen bezeichnen die jeweilige Ausbaustufe. Spätere Exemplare verfügen über das zentrale Instrumenten-Anzeige-System (engl. „Central Panel Display System“ (CPDS)).

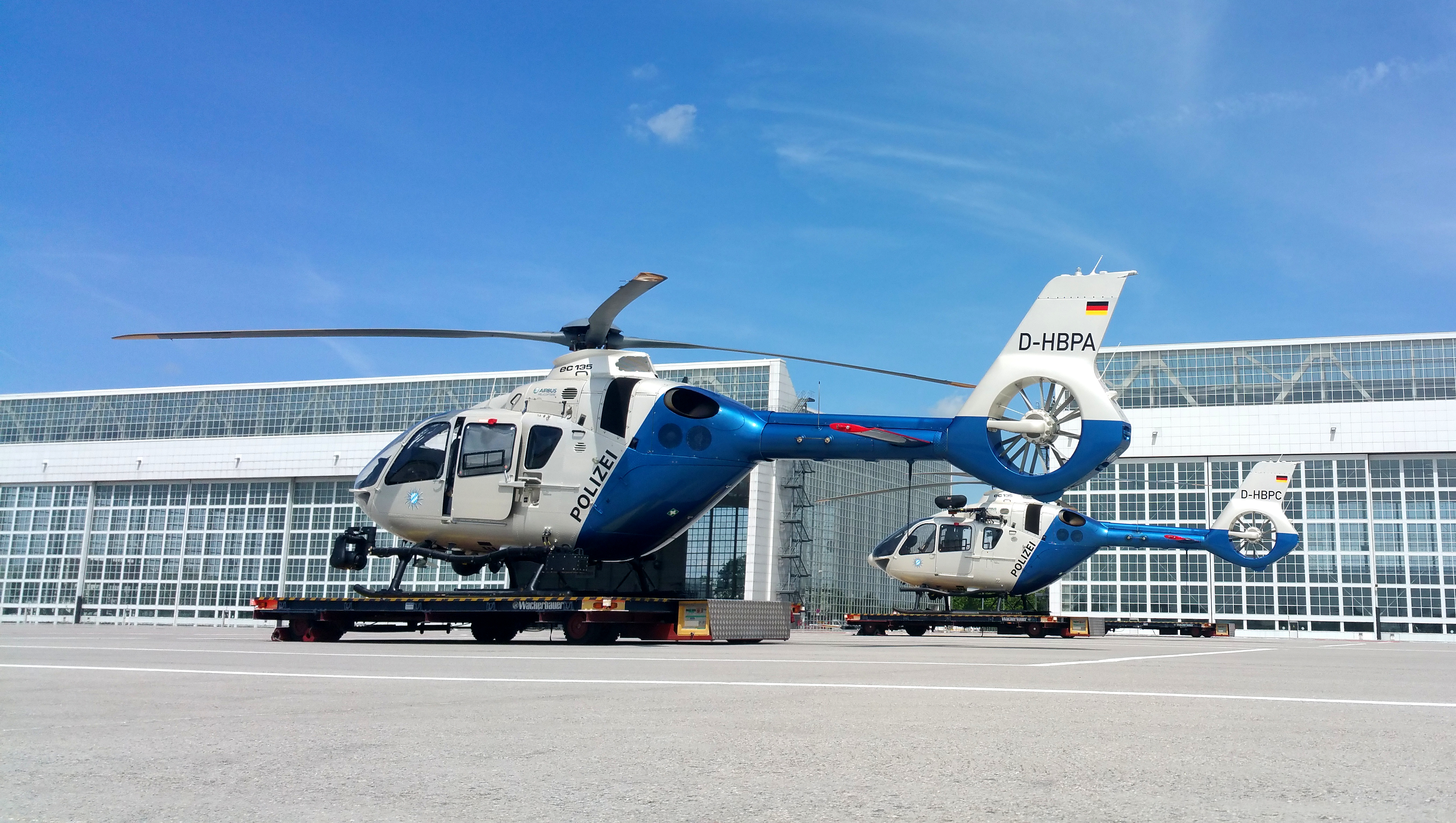
EC 135 P3, PHuStBY

### Zivil
- EC135 P1 mit PW206B
- EC135 T1 mit Arrius 2B1, 2B1A oder 2B1A1

Beide haben ein maximales Startgewicht von 2720 kg.
- EC135 P2 mit PW206B2
- EC135 T2 mit Arrius 2B2

Beide haben mehr Leistung mit einem Triebwerk und eine maximale Startmasse von 2835 kg.
- EC135 P2+ („i“) mit PW206B2
- EC135 T2+ („i“) mit Arrius 2B2

Beide haben eine maximale Startmasse von 2910 kg und durch die überarbeitete digitale Triebwerksregelung eine erhöhte Leistungsabgabe. Die Variante EC 135 T2i erreicht eine Flugdauer von 2 Stunden 25 Minuten mit einem Kraftstoffverbrauch von etwa 225 l/h Kerosin (Kraftstoffmenge: 673 l).
- EC135 P2+ („e“)
- EC135 T2+ („e“)

Beide Modelle haben eine um 40 kg erhöhte Abflugmasse von 2950 kg. Beide Varianten „i“ und „e“ werden werksseitig unter der Bezeichnung „+“ geführt. Die jeweilige Version ist nicht ohne Weiteres, z. B. auf dem Typenschild, zu erkennen.
- H135 mit Turbomeca Arrius 2B2plus (ehemals EC135 T3)
- H135 mit Pratt & Whitney PW206B3 (ehemals EC135 P3)
- EC135 Hermes

Die Modelle T3/P3 haben nun unter anderem eine Startmasse von 2980 kg, eine Reichweite von 609 km bei Reisegeschwindigkeit (252 km/h) ohne Tankreserve und einen Einsatztemperaturbereich von −35 °C bis +39 °C ISA bzw. maximal bis +50 °C. Die Nutzlast wurde also erhöht, die Reichweite bei höherer Reisegeschwindigkeit gesteigert und die Leistung bei heißem Klima verbessert. Die kleinere und leichtere Hermes-Version (2910 kg) hat bei Reisegeschwindigkeit eine Reichweite von etwa 635 km. Seit Dezember 2020 gibt es für die neueste Version der H135-Familie eine neue Alternate Gross Weight, die von der European Union Aviation Safety Agency (EASA) zertifiziert wurde. Durch diese Alternate Gross Weight wird das take-off-Gewicht um 120 kg erhöht. Außerdem wurde ein neues Cockpit eingebaut, das neue single pilot IFR Helionix.

### Militärisch
- H135M (ehemals EC635 in der Version P/T2+„e“): Die militärische Version des H135.

## Technische Daten

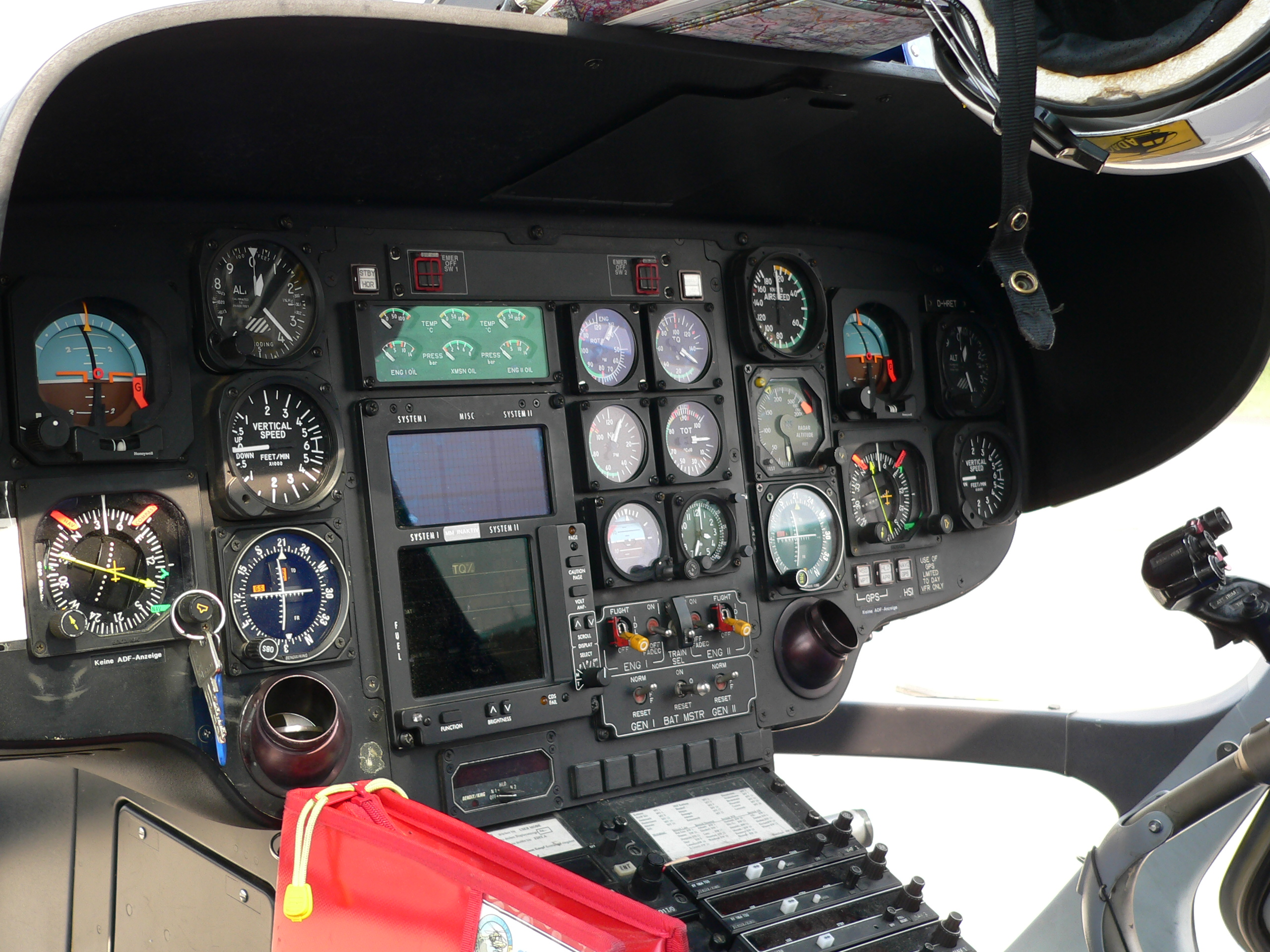
Cockpit EC135P1

Bei ausgezeichneter Leistung fliegt er auch mit nur einem funktionstüchtigen Triebwerk (one-engine inoperative = OEI, Ausfallsicherheit).
| Kenngröße             | Daten |
| --------------------- | --- |
| Triebwerke            | 2 × Turboméca Arrius-2 B mit je 609 kW/816 WPS (OEI 30sec Rating, take-off: 472 kW/633 WPS) oder Pratt & Whitney PW 206B mit je 609 kW/816 WPS |
| Höchstgeschwindigkeit | 252 km/h (140 kts) (bei MTOW) |
| Reisegeschwindigkeit  | 230 km/h (124 kts) (ökonomisch; MTOW) |
| Schwebeflughöhe       | max.10.000 Fuß (3045 Meter) oder 8000 Fuß (2438 Meter, 20 °C; MTOW)                                                                            |
| Flughöhe              | max. 20.000 Fuß (6095 Meter) bei 2720 kg |
| Standardreichweite    | etwa 633 km |
| Abflugmasse           | max. 3100 kg (Alternate Gross Weight) |
| Standardleermasse     | 1555 kg |
| Hauptrotordrehzahl    | max. 395 min−1 |
| Länge                 | 12,19 m |
| Höhe                  | 3,51 m |
| Rotordurchmesser      | 10,20 m |
| Gesamtnutzlast        | max. 1455 kg |
| Nutzlast angehängt    | max. 1300 kg |
| Steiggeschwindigkeit  | max. 7,6 m/s |

Die Datenangaben stammen von Airbus Helicopters und Turbomeca und beziehen sich auf die Modelle P3/T3.

## Zwischenfälle
- Am 28. Februar 2005 stürzte ein EC135 der Heeresfliegerwaffenschule (Bundeswehr) in Bückeburg während der Pilotenausbildung auf Grund eines Whiteout auf einem Außenlandeplatz der Heeresfliegerwaffenschule aus niedriger Höhe ab. Bei Landeanflugsübungen war Schnee verwirbelt worden und der Flugschüler verlor mangels Orientierung die Kontrolle über den Hubschrauber. Die drei Insassen wurden nur leicht verletzt.
- Am 1. Mai 2006 stürzte Christophorus 6, ein Eurocopter EC135 T1 des Christophorus Flugrettungsvereins, vom Dach des Salzburger Unfallkrankenhauses rund 25 Meter in die Tiefe. Der Hubschrauber stürzte fünf Meter über der Landeplattform ab. Die Ursache war ein Verlust der Heckrotorwirksamkeit nach Kollision mit der äußeren Randeinfassung der Dachlandefläche aufgrund eines fehlerhaften Anflugverfahrens durch den Piloten.[10] Die EC135 fiel auf einen Spielplatz, der an diesem Tag jedoch geschlossen war. Alle fünf Insassen überlebten den Absturz.[11]
- Am 30. März 2011 stürzte ein Eurocopter EC135 der österreichischen Flugpolizei in den Achensee, dabei verloren vier Personen ihr Leben.[12][13]
- Am 29. November 2013 stürzte ein von Bond Helicopters betriebener Polizeihubschrauber vom Typ Eurocopter EC135 T2 in Glasgow auf das Dach des Pubs „Clutha Vault“ am Ufer des Flusses Clyde; dabei kamen der zivile Pilot, die beiden Polizisten an Bord sowie sieben Besucher des Pubs ums Leben.[14][15] Die britische Flugunfalluntersuchungsbehörde AAIB kam zu dem Ergebnis, dass die Transferpumpen, die den Treibstoff vom Haupt- in die Supplytanks befördern, nicht eingeschaltet waren und dadurch 76 kg Treibstoff ungenutzt im Haupttank verblieben. Warnungen, dass sich die Supplytanks leerten, wurden angezeigt und vom Piloten bestätigt. Entgegen den Anweisungen im Flughandbuch leitete der Pilot jedoch keine Landung innerhalb der vorgegebenen Zeit ein, wodurch die Triebwerke etwas später nacheinander durch Treibstoffmangel ausfielen.[16] Eine Notlandung mittels Autorotation fand aus ungeklärten Gründen nicht statt.[17]
- Am Abend des 25. Februar 2016 stürzte ein Eurocopter EC135 der deutschen Bundespolizei mit drei Personen an Bord am Ortsrand von Bimöhlen in Schleswig-Holstein ab. Der Copilot und ein weiterer Insasse kamen bei dem Unfall ums Leben, der Pilot überlebte schwerverletzt. Der Hubschrauber befand sich auf einem Nacht-Übungsflug. In der Nähe der Absturzstelle befindet sich die Basis einer Fliegerstaffel der Bundespolizei.[18]
- Am 23. Januar 2018 kollidierte ein Hubschrauber der DRF Luftrettung in der Nähe von Oberhausen-Rheinhausen mit einer Piper PA-28 Cherokee im Flug. Bei dem Zusammenstoß verloren sowohl die beiden Piloten des Eurocopters als auch die beiden Insassen der aus der Schweiz stammenden Sportmaschine ihr Leben.[19][20]
- Am 12. Februar 2018 wurde der Rettungshubschrauber Martin 6 (ein Hubschrauber der Flotte von Heli Austria) zu einem Einsatz im Skigebiet Großglockner Resort Kals–Matrei in Matrei in Osttirol gerufen, bei der Landung setzte der Hubschrauber vom Typ Airbus Helicopters EC135 T3s mit dem Heck auf und wurde beschädigt. Weder der Pilot, Flugretter noch die zu transportierende Person wurden verletzt. Die zu rettende Person wurde mit einem anderen Rettungshubschrauber ins Krankenhaus transportiert.[21]
- Am 1. Juli 2019 stürzte ein Schulungshubschrauber EC135 des Internationalen Hubschrauberausbildungszentrums vom Heeresflugplatz Bückeburg der Bundeswehr in ein Getreidefeld von Dehmke im Landkreis Hameln-Pyrmont in Niedersachsen ab.[22][23] Beim Absturz kam eine Pilotin ums Leben und ein weiterer Insasse wurde schwer verletzt.[24]
- Am 4. Februar 2022 stürzte ein von Militärpiloten gesteuerter ziviler Hubschrauber EC135 T3 im Übungsraum „Heidehöfe“ im Flugbeschränkungsgebiet ED-R 32B beim Truppenübungsplatz Munster-Nord während des Landeanflugs ab. Der Flug wurde im Rahmen einer Luftfahrzeugführerweiterbildung von zwei wenig erfahrenen Piloten ausgeführt, die den Absturz beide schwer verletzt überlebten. Beim Landeanflug geriet der Hubschrauber in eine unkontrollierte Drehung um die Hochachse und prallte nach mehreren Umdrehungen auf den Boden. Gemäß Untersuchungsbericht war ein Pilotenfehler ursächlich: Erstens erfolgte der Anflug nicht gemäß vorgesehenem Anflugverfahren, da der Hubschrauber ca. 30 Meter über dem Zielpunkt bereits in den Schwebeflug überging, was das Einsetzen der Drehung begünstigte; zweitens reagierte der Pilot auf die einsetzende Drehung um die Hochachse nicht wie vorgesehen. Bei einer entsprechenden Reaktion (Pedal zur Steuerung des Fenestrons entgegen der Drehrichtung treten, Leistung reduzieren und Fahrt aufholen) wäre der Flugunfall wahrscheinlich verhindert worden. Stattdessen erhöhte der Pilot die Leistung des Triebwerks und gab keine volle Pedalsteuerung in die entgegengesetzte Richtung.[25]
- Am 29. Juli 2025 stürzte ein EC135 P2+ (D-HCDL) der DL Helicopter Technik während einer Tiefflugübung an der Pegelmessstelle Golzern bei Grimma (Sachsen) in die Mulde. Der Hubschrauber war an die Bundeswehr vermietet und wurde vom Hubschraubergeschwader 64 zu Übungszwecken eingesetzt. Bei dem Absturz kamen alle drei Insassen des Hubschraubers ums Leben.[26][27] An der Absturzstelle sind mehrere Stahlseile der Pegelmessanlage in vier bis sechs Metern Höhe quer über die Mulde gespannt.[28] Da ein Seil seit dem Absturz fehlt, werden die Ermittlungen auf eine mögliche Kollision mit diesem Seil gerichtet.[29]

## Trivia
Bekannt ist die H135 auch aus den TV-Serien HeliCops – Einsatz über Berlin und Die Bergretter.